# Франсјер (Сома)
Франсјер (фр. Francières) насеље је и општина у североисточној Француској у региону Пикардија, у департману Сома која припада префектури Абевил.
По подацима из 2011. године у општини је живело 198 становника, а густина насељености је износила 34,08 становника/km². Општина се простире на површини од 5,81 km². Налази се на средњој надморској висини од 70 метара (максималној 110 m, а минималној 33 m).

## Демографија
| 1962. | 1968. | 1975. | 1982. | 1990. | 1999. | 2011. |
| ----- | ----- | ----- | ----- | ----- | ----- | ----- |
| 104   | 129   | 140   | 142   | 129   | 127   | 198   |

График промене броја становника у току последњих година